# Zuidelijke blauwe wijting
De zuidelijke blauwe wijting of Australische wijting (Micromesistius australis) is een straalvinnige vis uit de familie van kabeljauwen (Gadidae), orde van kabeljauwachtigen (Gadiformes). De volwassen zuidelijke wijting is gemiddeld 60 cm en de vis kan maximaal 90 cm lang en 850 gram zwaar worden.

## Leefomgeving
De zuidelijke blauwe wijting is een zoutwatervis. Er zijn twee van elkaar gescheiden populaties. De eerste houdt zich op rond de Falkland Eilanden en de kusten van Argentinië en Chili en eilanden zuidelijk daarvan zoals South Georgia. De andere populatie komt voor rond het Zuidereiland van Nieuw-Zeeland.
De vissen leven in de winter in scholen aan de randen van het continentaal plat. De diepteverspreiding is 50 tot 900 m onder het wateroppervlak. Zuidelijke blauwe wijtings voeden zich met krill, zoöplankton, inktvis en kleine visjes.

## Relatie tot de mens
De zuidelijke blauwe wijting is voor de beroepsvisserij van belang en is vooral in Japan een gewilde consumptievis.